# Джон Финли
Джон Лоурънс Финли (на английски: John Lawrence Finley) е американски тест пилот и капитан от USN.

## Образование
Джон Финли завършва военен колеж в Кълвър, Индиана. През 1957 г. завършва Военноморската академия на САЩ, Анаполис, Мериленд с бакалавърска степен по инженерни науки.

## Военна кариера
Джон Финли постъпва в USN през 1957 г. През август 1958 г. става пилот на изтребител F-8 Крусейдър. Зачислен е в бойна ескадрила 51 (VF-51), базирана на самолетоносача USS Ticonderoga (CV-14). През 1964 г. завършва школа за тест пилоти в авиобазата Едуардс, Калифорния. След дипломирането си остава на служба в базата като инструктор. Избран за астронавт от USAF през 1965 г. в Група 1965 MOL-1. През 1966 г. завършва курса на обучение и получава квалификация "астронавт на USAF 3 - ти клас". През 1968 г. участва активно в бойните действия във Виетнам. През 1975 г. става командир на 5 - то авиокрило. От 1977 г. до излизането си в пенсия е командир на кораба Kawishiwi (T-AO-146). Джон Финли е член на елитния клуб от пилоти на USN, които имат в актива си повече от 1000 кацания на палубата на самолетоносач.

## Личен живот
Джон Финли е женен и има две деца. Умира на 70 годишна възраст от злокачествен тумор и диабет.